# Итапирапуан-Паулиста
Итапирапуан-Паулиста (порт. Itapirapuã Paulista)  —  муниципалитет в Бразилии, входит в штат Сан-Паулу. Составная часть мезорегиона Итапетининга. Входит в экономико-статистический  микрорегион Итапева. Население составляет 3811 человек на 2006 год. Занимает площадь 406,478 км². Плотность населения — 9,4 чел./км².
Праздник города —  12 марта.

## История
Город основан в 1992 году.

## Статистика
- Валовой внутренний продукт на 2003 составляет 14.279.268,00 реалов (данные: Бразильский институт географии и статистики).
- Валовой внутренний продукт на душу населения на 2003 составляет 3.856,14 реалов (данные: Бразильский институт географии и статистики).
- Индекс развития человеческого потенциала на 2000 составляет 0,645 (данные: Программа развития ООН).

## География
Климат местности: умеренный.